# Hamburgische SARS-CoV-2-Eindämmungsverordnung
Die Hamburgische SARS-CoV-2-Eindämmungsverordnung (amtlicher Titel: Verordnung  zur  Eindämmung  der  Ausbreitung  des  Coronavirus  SARS-CoV-2  in  der  Freien  und Hansestadt Hamburg, Abkürzung: HmbSARS-CoV-2-EindämmungsVO) wurde anlässlich der COVID-19-Pandemie ursprünglich am 2. April 2020 vom Senat erlassen und anschließend mehrfach neu gefasst. Rechtsgrundlage der Verordnung war § 32 des Infektionsschutzgesetzes.
Die Gültigkeit der HmbSARS-CoV-2-EindämmungsVO endete am 31. Januar 2023.

## Änderungen

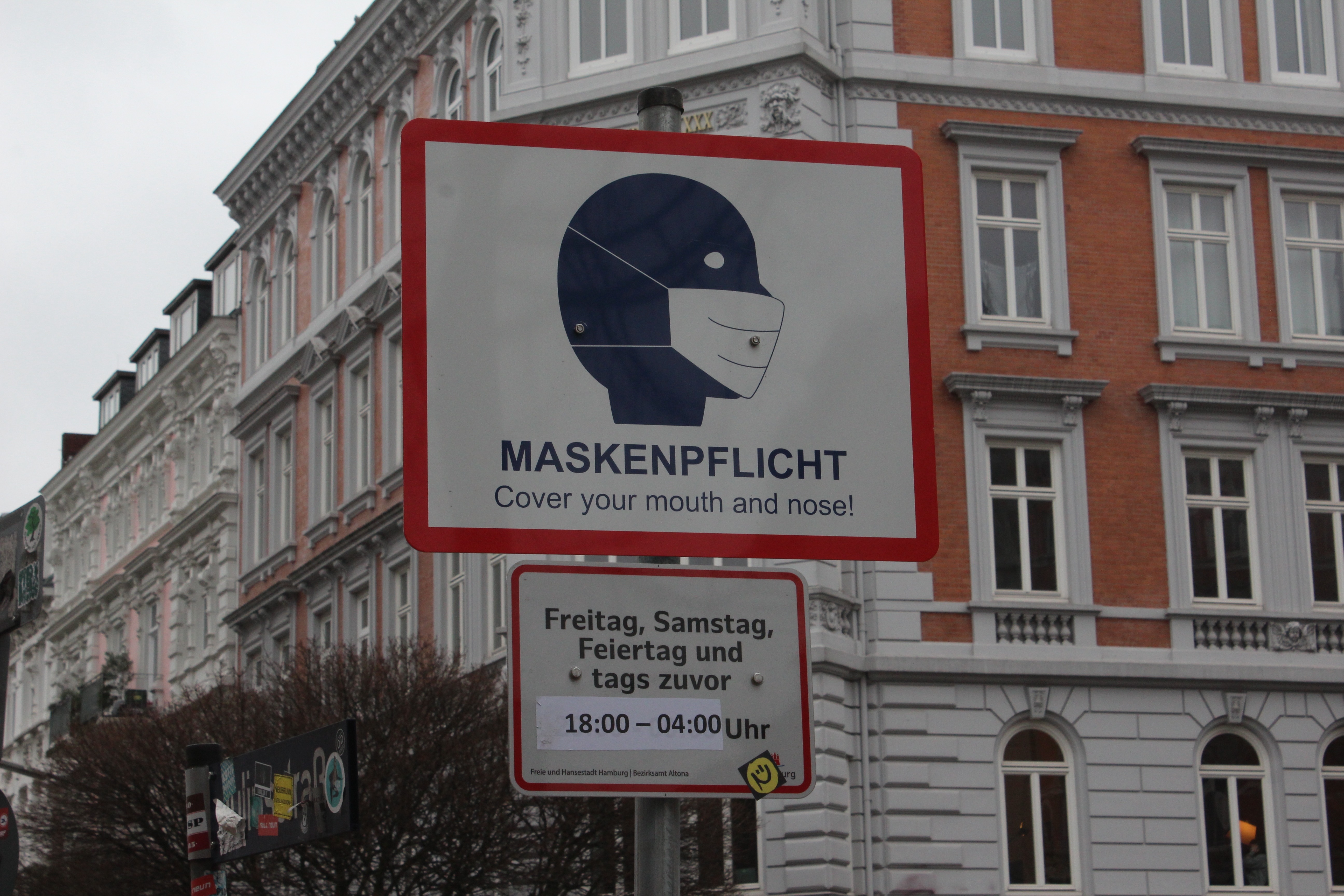
Maskenpflicht in der Straße Schulterblatt, eingeführt mit der 16. Änderungsverordnung der HmbSARS-CoV-2-EindämmungsVO (10. Oktober 2020), aufgehoben mit der 45. Änderungsverordnung (17. Juni 2021)

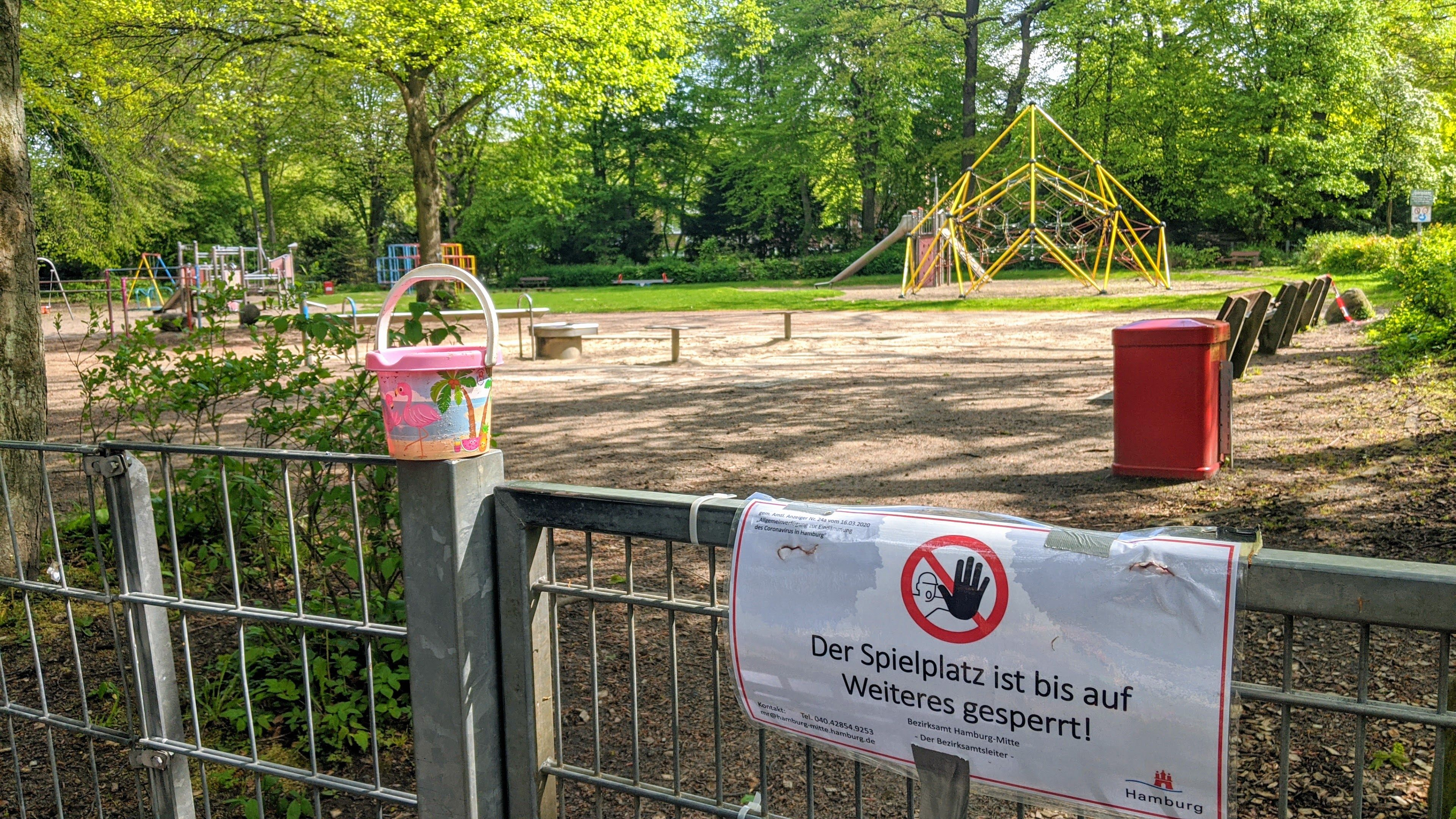
Sperrung der Spielplätze nach § 10 HmbSARS-CoV-2-EindämmungsVO, eingeführt mit der HmbSARS-CoV-2-EindämmungsVO vom 2. April 2020, teil-aufgehoben mit der 4. Änderungsverordnung

Die HmbSARS-CoV-2-EindämmungsVO hatte folgende gültige Fassungen:
- Verordnung zur Eindämmung der Ausbreitung des Coronavirus SARS-CoV-2 in der Freien und Hansestadt Hamburg (Hamburgische SARS-CoV-2-Eindämmungsverordnung – HmbSARS-CoV-2-EindämmungsVO) vom 2. April 2020 (HmbGVBl. S. 181)
- Verordnung zur Änderung der Hamburgischen SARS-CoV-2-Eindämmungsverordnung vom 9. April 2020 (HmbGVBl. S. 205)
- 2. Verordnung zur Änderung der Hamburgischen SARS-CoV-2-Eindämmungsverordnung vom 17. April 2020 (HmbGVBl. S. 217)
- 3. Verordnung zur Änderung der Hamburgischen SARS-CoV-2-Eindämmungsverordnung vom 24. April 2020 (HmbGVBl. S. 232)
- 4. Verordnung zur Änderung der Hamburgischen SARS-CoV-2-Eindämmungsverordnung vom 5. Mai 2020 (HmbGVBl. S. 243)
- 5. Verordnung zur Änderung der Hamburgischen SARS-CoV-2-Eindämmungsverordnung vom 12. Mai 2020 (HmbGVBl. S. 256)
- 6. Verordnung zur Änderung der Hamburgischen SARS-CoV-2-Eindämmungsverordnung vom 18. Mai 2020 (HmbGVBl. S. 281)
- 7. Verordnung zur Änderung der Hamburgischen SARS-CoV-2-Eindämmungsverordnung vom 8. Juni 2020 (HmbGVBl. S. 319)
- 8. Verordnung zur Änderung der Hamburgischen SARS-CoV-2-Eindämmungsverordnung vom 15. Juni 2020 (HmbGVBl. S. 325)
- Verordnung zur Eindämmung der Ausbreitung des Coronavirus SARS-CoV-2 in der Freien und Hansestadt  Hamburg vom 30. Juni 2020 (HmbGVBl. S. 365)
- 9. Verordnung zur Änderung der Hamburgischen SARS-CoV-2-Eindämmungsverordnung vom 13. Juli 2020 (HmbGVBl. S. 404)
- 10. Verordnung zur Änderung der Hamburgischen SARS-CoV-2-Eindämmungsverordnung vom 24. Juli 2020 (HmbGVBl. S. 411)
- 11. Verordnung zur Änderung der Hamburgischen SARS-CoV-2-Eindämmungsverordnung vom 7. August 2020 (HmbGVBl. S. 415)
- 12. Verordnung zur Änderung der Hamburgischen SARS-CoV-2-Eindämmungsverordnung vom 25. August 2020 (HmbGVBl. S. 417)
- 13. Verordnung zur Änderung der Hamburgischen SARS-CoV-2-Eindämmungsverordnung vom 8. September 2020 (HmbGVBl. S. 425)
- 14. Verordnung zur Änderung der Hamburgischen SARS-CoV-2-Eindämmungsverordnung vom 22. September 2020 (HmbGVBl. S. 477)
- 15. Verordnung zur Änderung der Hamburgischen SARS-CoV-2-Eindämmungsverordnung vom 2. Oktober 2020 (HmbGVBl. S. 503)
- 16. Verordnung zur Änderung der Hamburgischen SARS-CoV-2-Eindämmungsverordnung vom 10. Oktober 2020 (HmbGVBl. S. 513)

Mit der 16. Änderungsverordnung wurde u. a. eine Pflicht zum Tragen einer Mund-Nasen-Bedeckung zu bestimmten Tageszeiten auf einigen öffentlichen Wegen, Straßen und Plätzen eingeführt.
- 17. Verordnung zur Änderung der Hamburgischen SARS-CoV-2-Eindämmungsverordnung vom 16. Oktober 2020 (HmbGVBl. S. 521)
- 18. Verordnung zur Änderung der Hamburgischen SARS-CoV-2-Eindämmungsverordnung vom 23. Oktober 2020 (HmbGVBl. S. 543)
- 19. Verordnung zur Änderung der Hamburgischen SARS-CoV-2-Eindämmungsverordnung vom 30. Oktober 2020 (HmbGVBl. S. 547)

Mit der 19. Änderungsverordnung wurde u. a. der sogenannte „Wellenbrecher-Lockdown“ umgesetzt, der in der Ministerpräsidenten-Konferenz vom 28. Oktober 2020 beschlossen worden war. Unterhaltungsveranstaltungen wurden untersagt, eine Vielzahl an kulturellen Einrichtungen geschlossen. Die Pflicht zum Tragen einer Mund-Nasen-Bedeckung wurde auf weitere Gebiete ausgedehnt, in einigen Gebieten, in denen sie bereits bestand, zeitlich ausgedehnt.
- 20. Verordnung zur Änderung der Hamburgischen SARS-CoV-2-Eindämmungsverordnung vom 6. November 2020 (HmbGVBl. S. 569)
- 21. Verordnung zur Änderung der Hamburgischen SARS-CoV-2-Eindämmungsverordnung vom 13. November 2020 (HmbGVBl. S. 572)
- 22. Verordnung zur Änderung der Hamburgischen SARS-CoV-2-Eindämmungsverordnung vom 20. November 2020 (HmbGVBl. S. 581)
- 23. Verordnung zur Änderung der Hamburgischen SARS-CoV-2-Eindämmungsverordnung vom 27. November 2020 (HmbGVBl. S. 595)

- 24. Verordnung zur Änderung der Hamburgischen SARS-CoV-2-Eindämmungsverordnung vom 8. Dezember 2020 (HmbGVBl. S. 637)
- 25. Verordnung zur Änderung der Hamburgischen SARS-CoV-2-Eindämmungsverordnung vom 14. Dezember 2020 (HmbGVBl. S. 659) mit Begründung (HmbGVBl. S. 662)

Mit der 25. Änderungsverordnung untersagte der Verordnungsgeber unter anderem den Betrieb des Einzelhandels für den Publikumsverkehr grundsätzlich. Lediglich 20 Betriebsarten waren ausgenommen, darunter Supermärkte und andere Angebote des Lebensmittelhandels, Tankstellen und Reinigungen. Die Ausübung von Dienstleistungen „im Bereich der Körperpflege“ wie das Friseurhandwerk wurde untersagt. Übernachtungsangebote wie Hotels wurden für private Aufenthalte weitgehend verboten. Der Alkoholkonsum in der Öffentlichkeit wurde verboten, der Verkauf und das Abbrennen von Feuerwerk mit wenigen Ausnahmen untersagt. Für den 31. Dezember 2020 und 1. Januar 2021 wurde ein Versammlungsverbot erlassen. Die Verordnung wurde bis zum 10. Januar 2021 verlängert.
- 26. Verordnung zur Änderung der Hamburgischen SARS-CoV-2-Eindämmungsverordnung vom 22. Dezember 2020 (HmbGVBl. S. 707) mit Begründung (HmbGVBl. S. 709)
- 27. Verordnung zur Änderung der Hamburgischen SARS-CoV-2-Eindämmungsverordnung vom 7. Januar 2021 (HmbGVBl. S. 1) mit Begründung (HmbGVBl. S. 3)

- 28. Verordnung zur Änderung der Hamburgischen SARS-CoV-2-Eindämmungsverordnung vom 8. Januar 2021 (HmbGVBl. S. 10)
- 29. Verordnung zur Änderung der Hamburgischen SARS-CoV-2-Eindämmungsverordnung vom 19. Januar 2021 (HmbGVBl. S. 19)
- 30. Verordnung zur Änderung der Hamburgischen SARS-CoV-2-Eindämmungsverordnung vom 21. Januar 2021 (HmbGVBl. S. 25) – hiermit wurde erstmals die Pflicht zum Tragen von medizinischen Masken eingeführt.

- 31. Verordnung zur Änderung der Hamburgischen SARS-CoV-2-Eindämmungsverordnung vom 11. Februar 2021 (HmbGVBl. S. 55) – Aus der seit 30. Juni 2020 gültigen Fassung „Personen, die glaubhaft machen können, dass ihnen das Tragen einer Mund-Nasen-Bedeckung aufgrund einer Behinderung oder aus gesundheitlichen Gründen nicht möglich oder unzumutbar ist, sind von der Tragepflicht befreit,“ wird nunmehr: „Personen, die vor Ort durch ein schriftliches ärztliches Zeugnis im Original oder einen Schwerbehindertenausweis glaubhaft machen können, dass ihnen das Tragen einer Mund-Nasen-Bedeckung aufgrund einer Behinderung oder aus gesundheitlichen Gründen nicht möglich oder nicht zumutbar ist, sind von der Tragepflicht befreit“.

- 32. Verordnung zur Änderung der Hamburgischen SARS-CoV-2-Eindämmungsverordnung vom 19. Februar 2021 (HmbGVBl. S. 71)
- 33. Verordnung zur Änderung der Hamburgischen SARS-CoV-2-Eindämmungsverordnung vom 26. Februar 2021 (HmbGVBl. S. 107)
- 34. Verordnung zur Änderung der Hamburgischen SARS-CoV-2-Eindämmungsverordnung vom 7. März 2021 (HmbGVBl. S. 121)

- 35. Verordnung zur Änderung der Hamburgischen SARS-CoV-2-Eindämmungsverordnung vom 12. März 2021 (HmbGVBl. S. 137)
- 36. Verordnung zur Änderung der Hamburgischen SARS-CoV-2-Eindämmungsverordnung vom 19. März 2021 (HmbGVBl. S. 145)
- 37. Verordnung zur Änderung der Hamburgischen SARS-CoV-2-Eindämmungsverordnung vom 26. März 2021 (HmbGVBl. S. 161)

- 38. Verordnung zur Änderung der Hamburgischen SARS-CoV-2-Eindämmungsverordnung vom 1. April 2021 (HmbGVBl. S. 173)

Mit der 38. Änderungsverordnung wurde u. a. eine nächtliche Ausgangssperre zwischen 21 und 5 Uhr eingeführt.
- 39. Verordnung zur Änderung der Hamburgischen SARS-CoV-2-Eindämmungsverordnung vom 16. April 2021 (HmbGVBl. S. 193)

Die Verordnung wurde bis zum 2. Mai 2021 verlängert.
- Verordnung zur Eindämmung der Ausbreitung des Coronavirus SARS-CoV-2 in der Freien und Hansestadt  Hamburg vom 23. April 2021 (HmbGVBl. S. 205)

- 40. Verordnung zur Änderung der Hamburgischen SARS-CoV-2-Eindämmungsverordnung vom 11. Mai 2021 (HmbGVBl. S. 295)

Mit der 40. Änderungsverordnung wurde u. a. die seit dem 2. April 2021 geltende Ausgangssperre wieder aufgehoben.
- 41. Verordnung zur Änderung der Hamburgischen SARS-CoV-2-Eindämmungsverordnung vom 20. Mai 2021 (HmbGVBl. S. 323)

- 42. Verordnung zur Änderung der Hamburgischen SARS-CoV-2-Eindämmungsverordnung vom 31. Mai 2021 (HmbGVBl. S. 349)

Im Personenverkehr wurde die Maskenpflicht von FFP auf medizinisch zurückgenommen.
- 43. Verordnung zur Änderung der Hamburgischen SARS-CoV-2-Eindämmungsverordnung vom 3. Juni 2021 (HmbGVBl. S. 367)
- 44. Verordnung zur Änderung der Hamburgischen SARS-CoV-2-Eindämmungsverordnung vom 10. Juni 2021 (HmbGVBl. S. 412)

- 45. Verordnung zur Änderung der Hamburgischen SARS-CoV-2-Eindämmungsverordnung vom 17. Juni 2021 (HmbGVBl. S. 459)
- 46. Verordnung zur Änderung der Hamburgischen SARS-CoV-2-Eindämmungsverordnung vom 21. Juni 2021 (HmbGVBl. S. 471)

- 47. Verordnung zur Änderung der Hamburgischen SARS-CoV-2-Eindämmungsverordnung vom 1. Juli 2021 (HmbGVBl. S. 485)

- 48. Verordnung zur Änderung der Hamburgischen SARS-CoV-2-Eindämmungsverordnung vom 27. Juli 2021 (HmbGVBl. S. 543)

- 49. Verordnung zur Änderung der Hamburgischen SARS-CoV-2-Eindämmungsverordnung vom 20. August 2021 (HmbGVBl. S. 567)

Mit der 49. Änderungsverordnung wurde u. a. die Gültigkeit von PCR-Tests von 72 auf 48 Stunden und von Schnelltests von 48 auf 24 Stunden verkürzt.
- 50. Verordnung zur Änderung der Hamburgischen SARS-CoV-2-Eindämmungsverordnung vom 27. August 2021 (HmbGVBl. S. 573)

Mit der 50. Änderungsverordnung wurde u. a. die Möglichkeit einer 2G-Regelung in bestimmten Bereichen eingeführt. 
- 51. Verordnung zur Änderung der Hamburgischen SARS-CoV-2-Eindämmungsverordnung vom 17. September 2021 (HmbGVBl. S. 625)

Mit der 51. Änderungsverordnung wurde u. a. weitere Vorschriften für private Zusammenkünfte von mehr als 10 Personen ergänzt.
- 52. Verordnung zur Änderung der Hamburgischen SARS-CoV-2-Eindämmungsverordnung vom 24. September 2021 (HmbGVBl. S. 649)

- 53. Verordnung zur Änderung der Hamburgischen SARS-CoV-2-Eindämmungsverordnung vom 22. Oktober 2021 (HmbGVBl. S. 707)

- 54. Verordnung zur Änderung der Hamburgischen SARS-CoV-2-Eindämmungsverordnung vom 19. November 2021 (HmbGVBl. S. 763)

- 55. Verordnung zur Änderung der Hamburgischen SARS-CoV-2-Eindämmungsverordnung vom 26. November 2021 (HmbGVBl. S. 789)

- 56. Verordnung zur Änderung der Hamburgischen SARS-CoV-2-Eindämmungsverordnung vom 3. Dezember 2021 (HmbGVBl. S. 813)

- 57. Verordnung zur Änderung der Hamburgischen SARS-CoV-2-Eindämmungsverordnung vom 14. Dezember 2021 (HmbGVBl. S. 844)

- 58. Verordnung zur Änderung der Hamburgischen SARS-CoV-2-Eindämmungsverordnung vom 16. Dezember 2021 (HmbGVBl. S. 851)

- 59. Verordnung zur Änderung der Hamburgischen SARS-CoV-2-Eindämmungsverordnung vom 23. Dezember 2021 (HmbGVBl. S. 924)

- 60. Verordnung zur Änderung der Hamburgischen SARS-CoV-2-Eindämmungsverordnung vom 30. Dezember 2021 (HmbGVBl. S. 965)

- 61. Verordnung zur Änderung der Hamburgischen SARS-CoV-2-Eindämmungsverordnung vom 7. Januar 2022 (HmbGVBl. S. 3)

- 62. Verordnung zur Änderung der Hamburgischen SARS-CoV-2-Eindämmungsverordnung vom 14. Januar 2022 (HmbGVBl. S. 29)

Im Öffentlichen Personenverkehr wurde eine FFP2-Pflicht für Personen ab 14 Jahren eingeführt. Die Quarantäneregeln wurden angepasst. 
- 63. Verordnung zur Änderung der Hamburgischen SARS-CoV-2-Eindämmungsverordnung vom 18. Januar 2022 (HmbGVBl. S. 43)

- 64. Verordnung zur Änderung der Hamburgischen SARS-CoV-2-Eindämmungsverordnung vom 28. Januar 2022 (HmbGVBl. S. 61)

- 65. Verordnung zur Änderung der Hamburgischen SARS-CoV-2-Eindämmungsverordnung vom 4. Februar 2022 (HmbGVBl. S. 79)

Die Pflicht zur Kontaktdaten-Erhebung wurde außer in Pflegeeinrichtungen aufgehoben.
- 66. Verordnung zur Änderung der Hamburgischen SARS-CoV-2-Eindämmungsverordnung vom 11. Februar 2022 (HmbGVBl. S. 91)

Im „nicht-essentiellen“ Einzelhandel wurde die bislang geltende 2G-Regelung aufgehoben und neu eine FFP2-Maskenpflicht eingeführt.
- 67. Verordnung zur Änderung der Hamburgischen SARS-CoV-2-Eindämmungsverordnung vom 18. Februar 2022 (HmbGVBl. S. 107)

Private Zusammenkünfte, an denen ausschließlich Geimpfte oder Genesene teilnehmen, dürfen wieder mehr als 10 Personen umfassen. Gastronomiebetriebe dürfen wieder nach 23 Uhr geöffnet haben. In Museen, Gedenkstätten, Archiven, Ausstellungshäusern, Bibliotheken und für die Angebote in
geschlossenen Räumen von zoologischen und botanischen Gärten sowie von Tierparks wird eine FFP2-Maskenpflicht neu eingeführt, die dort geltende Zutrittsbeschränkung auf Geimpfte und Genesene wird aufgehoben.
- 68. Verordnung zur Änderung der Hamburgischen SARS-CoV-2-Eindämmungsverordnung vom 24. Februar 2022 (HmbGVBl. S. 127)

- 69. Verordnung zur Änderung der Hamburgischen SARS-CoV-2-Eindämmungsverordnung vom 3. März 2022 (HmbGVBl. S. 140)

- 70. Verordnung zur Änderung der Hamburgischen SARS-CoV-2-Eindämmungsverordnung vom 17. März 2022 (HmbGVBl. S. 173)

- Verordnung zur Eindämmung der Ausbreitung des Coronavirus SARS-CoV-2 in der Freien und Hansestadt Hamburg vom 1. April 2022 (HmbGVBl. S. 197)

- 71. Verordnung zur Änderung der Hamburgischen SARS-CoV-2-Eindämmungsverordnung vom 29. April 2022 (HmbGVBl. S. 272)

Die Gültigkeit der Verordnung wurde bis zum 28. Mai 2022 verlängert.
- 72. Verordnung zur Änderung der Hamburgischen SARS-CoV-2-Eindämmungsverordnung vom 4. Mai 2022 (HmbGVBl. S. 285)

- 73. Verordnung zur Änderung der Hamburgischen SARS-CoV-2-Eindämmungsverordnung vom 25. Mai 2022 (HmbGVBl. S. 333)

Die Gültigkeit der Verordnung wurde bis zum 22. Juni 2022 verlängert.
- 74. Verordnung zur Änderung der Hamburgischen SARS-CoV-2-Eindämmungsverordnung vom 21. Juni 2022 (HmbGVBl. S. 365)

Die Gültigkeit der Verordnung wurde bis zum 20. Juli 2022 verlängert.
- 75. Verordnung zur Änderung der Hamburgischen SARS-CoV-2-Eindämmungsverordnung vom 19. Juli 2022 (HmbGVBl. S. 413)

Die Gültigkeit der Verordnung wurde bis zum 17. August 2022 verlängert.
- 76. Verordnung zur Änderung der Hamburgischen SARS-CoV-2-Eindämmungsverordnung vom 16. August 2022 (HmbGVBl. S. 441)

Die Gültigkeit der Verordnung wurde bis zum 23. September 2022 verlängert.
- 77. Verordnung zur Änderung der Hamburgischen SARS-CoV-2-Eindämmungsverordnung vom 22. September 2022 (HmbGVBl. S. 467)

Die Gültigkeit der Verordnung wurde bis zum 30. September 2022 verlängert.
- Verordnung zur Eindämmung der Ausbreitung des Coronavirus SARS-CoV-2 in der Freien und Hansestadt Hamburg vom 29. September 2022 (HmbGVBl. S. 493)

- 78. Verordnung zur Änderung der Hamburgischen SARS-CoV-2-Eindämmungsverordnung vom 28. Oktober 2022 (HmbGVBl. S. 553)

Die Gültigkeit der Verordnung wurde bis zum 26. November 2022 verlängert.
- 79. Verordnung zur Änderung der Hamburgischen SARS-CoV-2-Eindämmungsverordnung vom 25. November 2022 (HmbGVBl. S. 586)

Die Gültigkeit der Verordnung wurde bis zum 14. Januar 2023 verlängert.
- 80. Verordnung zur Änderung der Hamburgischen SARS-CoV-2-Eindämmungsverordnung vom 12. Januar 2023 (HmbGVBl. S. 34)

Die Gültigkeit der Verordnung wurde bis zum 31. Januar 2023 verlängert.

## Auslegungshinweise
Zur Hamburgischen SARS-CoV-2-Eindämmungsverordnung gibt es Auslegungshinweise für die an der Durchsetzung der Verordnung beteiligten Behörden. Sie werden im Transparenzportal der Stadt Hamburg veröffentlicht, mitunter jedoch erst nach Ablauf der Gültigkeit der Verordnungsfassung, auf die sich die Hinweise beziehen.
- Auslegungshinweise zur HmbSARS-CoV-2-EindämmungsVO in der Fassung der 46. Änderungsverordnung
- Auslegungshinweise zur HmbSARS-CoV-2-EindämmungsVO in der Fassung der 47. Änderungsverordnung
- Auslegungshinweise zur HmbSARS-CoV-2-EindämmungsVO in der Fassung der 48. Änderungsverordnung
- Auslegungshinweise zur HmbSARS-CoV-2-EindämmungsVO in der Fassung der 49. Änderungsverordnung
- Auslegungshinweise zur HmbSARS-CoV-2-EindämmungsVO in der Fassung der 50. Änderungsverordnung
- Auslegungshinweise zur HmbSARS-CoV-2-EindämmungsVO in der Fassung der 51. Änderungsverordnung
- Auslegungshinweise zur HmbSARS-CoV-2-EindämmungsVO in der Fassung der 53. Änderungsverordnung
- Auslegungshinweise zur HmbSARS-CoV-2-EindämmungsVO in der Fassung der 56. Änderungsverordnung
- Auslegungshinweise zur HmbSARS-CoV-2-EindämmungsVO in der Fassung der 63. Änderungsverordnung
- Auslegungshinweise zur HmbSARS-CoV-2-EindämmungsVO in der Fassung der 67. Änderungsverordnung
- Auslegungshinweise zur HmbSARS-CoV-2-EindämmungsVO in der Fassung der 73. Änderungsverordnung

## Bußgeldkataloge
Die Hamburgische SARS-CoV-2-Eindämmungsverordnung definierte diverse Handlungen als Ordnungswidrigkeit. In der Fassung der 52. Änderungsverordnung waren beispielsweise insgesamt 172 Tatbestände als ordnungswidrig definiert und mit Bußgeldern bewehrt. Zur Höhe des Bußgeldes bei solchen Verstößen gegen die SARS-CoV-2-Eindämmungsverordnung definierte ein Bußgeldkatalog Regelsätze, teilweise als Spanne, teilweise zudem einen Rahmen. Der Bußgeldkatalog galt als Richtlinie für die zuständige Behörde bei Ordnungswidrigkeiten und wurde regelmäßig verändert.
Die Behörde für Inneres und Sport hat auf eine Anfrage nach dem Hamburgischen Transparenzgesetz und im Hamburger Transparenzportal folgende 40 Bußgeldkataloge zur HmbSARS-CoV-2-EindämmungsVO veröffentlicht:
- Bußgeldkatalog gültig ab 15. Juni 2020
- Bußgeldkatalog gültig ab 26. Juni 2020
- Bußgeldkatalog gültig ab 17. August 2020
- Bußgeldkatalog gültig ab 14. Oktober 2020
- Bußgeldkatalog gültig ab 17. Oktober 2020
- Bußgeldkatalog gültig ab 26. Oktober 2020
- Bußgeldkatalog gültig ab 14. November 2020
- Bußgeldkatalog gültig ab 23. November 2020
- Bußgeldkatalog gültig ab 16. Dezember 2020
- Bußgeldkatalog gültig ab 23. Dezember 2020
- Bußgeldkatalog gültig ab 12. Februar 2021
- Bußgeldkatalog gültig ab 20. Februar 2021
- Bußgeldkatalog gültig ab 29. März 2021
- Bußgeldkatalog gültig ab 17. April 2021
- Bußgeldkatalog gültig ab 17. Mai 2021
- Bußgeldkatalog gültig ab 22. Mai 2021
- Bußgeldkatalog gültig ab 11. Juni 2021
- Bußgeldkatalog gültig ab 22. Juni 2021
- Bußgeldkatalog gültig ab 28. Juli 2021
- Bußgeldkatalog gültig ab 28. August 2021
- Bußgeldkatalog gültig ab 18. September 2021
- Bußgeldkatalog gültig ab 25. September 2021
- Bußgeldkatalog gültig ab 23. Oktober 2021
- Bußgeldkatalog gültig ab 20. November 2021
- Bußgeldkatalog gültig ab 29. November 2021
- Bußgeldkatalog gültig ab 15. Dezember 2021
- Bußgeldkatalog gültig ab 24. Dezember 2021
- Bußgeldkatalog gültig ab 10. Januar 2022
- Bußgeldkatalog gültig ab 15. Januar 2022
- Bußgeldkatalog gültig ab 12. Februar 2022
- Bußgeldkatalog gültig ab 19. Februar 2022
- Bußgeldkatalog gültig ab 4. März 2022
- Bußgeldkatalog gültig ab 19. März 2022
- Bußgeldkatalog gültig ab 2. April 2022
- Bußgeldkatalog gültig ab 30. April 2022
- Bußgeldkatalog gültig ab 5. Mai 2022
- Bußgeldkatalog gültig ab 26. Mai 2022
- Bußgeldkatalog gültig ab 22. Juni 2022
- Bußgeldkatalog gültig ab 1. Oktober 2022
- Bußgeldkatalog gültig ab 26. November 2022

## Trivia
Die Verordnung galt über insgesamt etwa 34 Monate. Sie hatte in dieser Zeit 86 verschiedene Fassungen. Die kürzeste Gültigkeit hatte die HmbSARS-CoV-2-EindämmungsVO in der Fassung der 27. Änderungsverordnung, die bereits nach 24 Stunden von der Fassung der 28. Änderungsverordnung abgelöst wurde. Die konsolidierten Fassungen der zwischen April 2020 und Januar 2022 geltenden Fassungen der Hamburgischen SARS-CoV-2-Eindämmungsverordnung sind nach Angaben der BAGSFI etwa 5500 Seiten stark.